# Synagoge (Biala)
Koordinaten: 49° 49′ 19,2″ N, 19° 3′ 36″ O

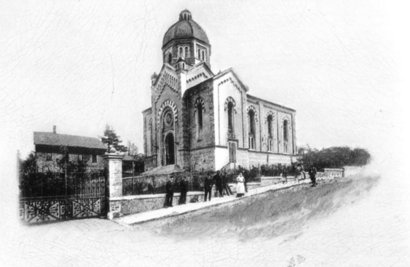
Synagoge in Biala

Die Synagoge in Kunzendorf (polnisch Lipnik) bzw. in Biala (polnisch Biała), einem Stadtteil von Bielsko-Biała in der Woiwodschaft Schlesien in Polen, wurde 1889 errichtet und am 14. September 1939 von den deutschen Besatzern zerstört.
Die Synagoge wurde nach Plänen des Architekten Karl Korn aus Bielitz, der auch die Synagoge in Bielitz errichtete, für die jüdische Gemeinde Biała-Lipnik (mit Sitz in Lipnik, ab 1902 in Biala), in der Neuromanik-Orientalisierenden Stil errichtet. Sie befand sich im westlichen Teil des Dorfs Lipnik, an der Hauptverkehrsader, am Kaiserweg (auch Wiener Haupt Comercial Strasse), der in Richtung Lemberg führte. 
Im Jahr 1900 gab es 1918 Juden im Gerichtsbezirk Biala, davon 1088 (13,2 % der städtlichen Bevölkerung) in Biala, 508 in Lipnik. Die jüdische Gesellschaft war zwischen den liberalen (oft westlicher Herkunft, fast völlig germanisiert–deutschsprachig) und orthodoxen und chassidischen (aus Galizien, „polnische Juden“ von Liberalen genannt, oft jiddischsprachig mit schwachen Kenntnissen der polnischen Sprache) gespalten. Die „Tempel“ wurde also von liberalen Juden dominiert, die orthodoxen Juden hatten dagegen zwei private Synagogen. Der erste Rabbiner wurde Nathan Glaser. Im Jahr 1925 wurde Lipnik nach Biala eingemeindet. Im Dezember 1939 gab es circa 4660 Juden in der besetzten Stadt Biala.